# Dějiny Haiti
Zaznamenané dějiny Haiti začínají objevením ostrova Kryštofem Kolumbem při jeho první plavbě 5. prosince 1492, kdy zde jeho loď Santa María najela na mělčinu.
Západní část ostrova (dnešní Haiti) byla obydlena Aravaky a Taíny. Ti ostrovu říkali Ayiti. Španělé si ostrov okamžitě nárokovali a začali ho nazývat La Isla Española (později latinizováno jako Hispaniola). Na začátku 17. století osídlili západ ostrova Francouzi a svou kolonii nazvali Saint-Domingue.

## Španělská Hispaniola
Kryštof Kolumbus nazval ostrov La Isla Española („španělský ostrov“) nebo také Hispañola (později anglicizováno na Hispaniola). Založil zde první španělskou osadu v Americe – La Navidad („Vánoce“), ovšem o rok později byla zničena domorodci. Kolumbův bratr Bartoloměj na území dnešní Dominikánské republiky založil nové hlavní město Santo Domingo. Ostrov se stal španělskou kolonií a Indiáni kmene Arawak a Taíno byli zapojeni do systému nevolnictví encomienda.
Encomendero získal od španělské Koruny určitý počet obyvatelstva. Jeho úkolem bylo zajistit jeho ochranu, výuku španělského jazyka a christianizaci. Výměnou za to mu obyvatelstvo muselo odvádět tribut v podobě zemědělské produkce, zlata a nucené práce. Encomendero měl naproti tomu vojenskou a daňovou povinnost vůči Koruně. Od počátku 16. století byl tento systém kritizován pro hospodářskou neefektivnost a krutost, s jakou encomedoři zacházeli s indiánským obyvatelstvem. Měl být nahrazen systémem s mnohem větší kontrolou Koruny a také ochranou domorodců, tzv. repartimientem, ale pro obyvatele Hispanioly už bylo příliš pozdě. V polovině 16. století už totiž bylo vytěženo veškeré zlato na ostrově a Indiáni vyhubeni za přispění tvrdé dřiny a nových nemocí jako neštovice. Po objevení velkých ložisek stříbra v Mexiku zůstalo na ostrově jen několik tisíc Španělů živících se především chovem dobytka a pěstováním potravin pro lodě, které zde doplňovaly zásoby. Také přilákalo piráty, kteří osídlili ostrov Tortuga.

## Francouzské Saint-Domingue
V roce 1697 byl ostrov na základě dohody v Ryjswijku rozdělen a západní část (dnešní Haiti) získala Francie. Francouzi začali ve své nové kolonii nazvané Saint-Domingue pěstovat lukrativní, ale na práci náročné plodiny jako cukrová třtina, kávovník, sisal a indigovník. Místo vyhubených Indiánů byly na práci na plantážích přiváženi otroci z Afriky a kolonie se stala nejbohatší v Západní Indii. Kruté zacházení s otroky vedlo k častým vzpourám a útěkům, uprchlíci nacházeli útočiště v horách a vytvářely komunitu Maroonů. V letech 1751 až 1758 proběhla rozsáhlá vzpoura vedená houngan Françoisem Mackandalem a toto povstání a další, která po něm následovala, vedla k Haitské válce za nezávislost.

## Haitská revoluce a nezávislost

Neoficiální vůdce haitské revoluce,Touissant L'Ouverture

Revoluce začala roku 1791 a jeden z jejích vůdců, vzdělaný otrok Toussaint Louverture (nebo L'Ouverture) se pokoušel navázat jednání s Francií. Své podřízené trestal za přehnanou krutost. V roce 1803 byl pozván Francouzi na jednání a dostal záruku naprostého bezpečí, na Napoleonův rozkaz byl však zatčen a poslán lodí do Francie, kde byl uvězněn a zemřel na špatné podmínky a podvýživu. Velení místo něj převzal jeho nejvěrnější generál Jean-Jacques Dessalines, který na Haiti nechal vyvraždit všechny zbylé bělochy – přibližně 3000 – 5000 osob. 1. ledna 1804 vyhlásilo Haiti samostatnost jako první černošská republika. Situace osvobozených otroků se však nezměnila a museli opět pracovat na plantážích pro stát. V roce 1805 se pak Dessalines prohlásil za císaře. V roce 1806 byl zabit při atentátu, na kterém měl nejspíš podíl affranchistický generál Alexandr Petión. Ten vytvořil systém později známý jako politique de doublere („politika náhradníků“), kdy Petión vládl jako předseda zákonodárného sboru ovládaného mulaty a loutkovým prezidentem byl černý generál Henri Christophe. Tato politika nakonec vedla k rozdělení země, kdy sever ovládal Christophe jako král Henri I. sídlící v citadele Cap Haiten a jih s hlavním městem Port-au-Prince Pétien. Po smrti Christopheho v roce 1820 bylo Haiti opět sjednoceno a vládl mu jako prezident Pétionův nástupce Jean Pierr Boyer. Za jeho vlády došlo k dalšímu upevnění vlády mulatské elity nad černými rolníky. V roce 1843 byl proveden puč a Boyer vyhoštěn. Mezi lety 1843 a 1915 pak Haiti vládlo dvaadvacet různých vládců z nichž pouze jeden vydržel celé funkční období. 27. února 1844 vyhlásila na Haiti nezávislost Dominikánská republika. V letech 1912 až 1915 pak vládlo různých prezidentů pět a poslední z nich, Guillame Sam byl rozzuřeným davem rozsápán na kusy a ty pak byly neseny ulicemi Port-au-Prince.

## Americká okupace
Změnu přinesla americká vojenská intervence v roce 1915, vykonaná pod záminkou obsazení vojensky důležitých přístavů. Americký ministr se k oprávněnosti vyjádřil slovy: „Africká rasa není vůbec schopna dospět k nějakému politickému uspořádání a není s to si sama vládnout.“ Americká armáda vybudovala na Haiti silnice a mosty, ovšem převážné díky násilnému odvádění obyvatel na nucené práce.[zdroj?]

## Nová diktatura
V roce 1934 Američané odešli a mulatská elita se opět dostala k moci. Prezidentem byl 22. září 1957 69% hlasů zvolen lékař François Duvalier.Získal si popularitu svým bojem s tropickou nemocí frambézií a slibem, že zlomí moc mulatů a vládu převezme černá většina. Po svém nástupu však začal prosazovat svou moc zastrašováním, popravami a posíláním nepohodlných osob do vyhnanství. Vytvořil také svou osobní milici zvanou Tonton Macoute, která měla úkol chránit před výstřelky armády, ale nakonec zneužívala své pozice k znásilňování a vraždění. Duvalier, zvaný také Papa Doc, se s postupujícím věkem začal stávat paranoikem a megalomanem, oblékal se ve stylu lwa Bawona Samediho, prezentoval se jako Kristus a školáci modlitbou k němu začínali den. Rozmohla se také korupce a klientelismus. Po smrti Duvaliera přešla prezidentská funkce na jeho devatenáctiletého syna Jean-Claude Duvaliera, který provedl jisté reformy, ale nezabránil dalšímu růstu korupce. V roce 1986 byl donucen utéci do exilu a s sebou odnesl i velkou část z haitského státního pokladu.

## Éra Aristida
Po odchodu Duvaliera nastalo na Haiti tzv. dechoukaj („vytrhání s kořeny“) a byly odstraňovány stopy jeho režimu, například byla zničena jeho hrobka a byly vražděny milice Macoute. Situace byla uklidněna salesiánským knězem Jeanem-Bertrandem Aristidem ovlivněným teologií osvobození, který byl nakonec exkomunikován, ale přesto si udržel podporu svých stoupenců zvaných Lavalas („záplava“). V roce 1987 byla přijata nová ústava, ta ovšem nezabránila setrvání armády u moci a porušování lidských práv. Roku 1990 konečně proběhly demokratické volby v kterých s 67% hlasů vyhrál Aristide, který byl v únoru 1991 dosazen do prezidentského úřadu. V září téhož roku byl však sesazen vojenskou juntou, kvůli které byla na Haiti dosazena blokáda, jejíž moc byla zlomena roku 1994 kdy se Aristide vrátil do své funkce. Proti vysokým představitelům Lavalas bylo ovšem brzo vzneseno obvinění z korupce a nezávislé vojenské jednotky chimes („příšery“) s vazbami na Lavalas se začaly chovat podobně jako Macoute. Po volbách v roce 2000 se objevila obvinění z nekalých volebních praktik a na zemi byla opět uvalena blokáda. Zaplavení trhů levnou americkou rýží, v důsledku vynuceného zrušení, cel navíc vedlo k zhroucení místního hospodářství.[zdroj?] Na přelomu let 2003 a 2004 byl při nepokojích Aristide opět zbaven funkce a odešel do exilu. Aristide se vyjádřil, že odstoupil pod nátlakem USA.

## Intervence OSN
Od roku 2004 je v zemi mise OSN reprezentovaná americkými vojáky a od roku 2006 byl prezidentem René Préval. V roce 2008 nastala potravinová krize, odstoupil ministerský předseda a nadále přetrvávaly střety mezi místními gangy a jednotkami OSN.

## Zemětřesení v roce 2010
Země byla postižena devastujícím zemětřesením, které propuklo 12. ledna 2010. Odhady počtu obětí se různí, pohybují mezi sto tisíci a 316 tisíci, miliony lidí přišly o domov.
Další oběti na životech si vyžádala epidemie cholery, která sužovala zemi od října 2010.

## Krize na Haiti (od roku 2018)
Od roku 2018 v zemi probíhá významná ekonomická, bezpečnostní a politická krize. Probíhaly rozsáhlé občanské protesty proti vládě prezidenta Jovenela Moïseho, které vyústily v úspěšný atentát. Následně v zemi vypukla válka gangů a došlo k rozpadu demokratických institucí. Během roku 2023 gangy dobyly téměř celé hlavní město Port-au-Prince. 
Současně v srpnu 2021 zemi zasáhlo další silné zemětřesení a brzy poté epidemie cholery.